# Denbury Inc.
Denbury Inc. (ehemals Denbury Resources Inc.) ist ein US-amerikanisches Unternehmen mit Sitz in Plano, Texas. Das Unternehmen ist an der New York Stock Exchange gelistet. Von 1995 bis 2004 gehörte Denbury Resources zur Texas Pacific Group.
Das Unternehmen beschäftigt rund 806 Mitarbeiter (2019) und erzielte 2019 einen Gesamtumsatz von 1,27 Milliarden US-Dollar. Die Fördergebiete von Denbury Resources befinden sich hauptsächlich in den Bundesstaaten Mississippi und Montana, des Weiteren an der Golfküste und in den Rocky Mountains. Am 30. Juli 2020 meldete Denbury Resources Chapter 11 nach amerikanischen Insolvenzrecht an. Im September 2020 beendete das Unternehmen die Insolvenz erfolgreich und benannte sich in Denbury Inc. um. Im Juli 2023 übernahm ExxonMobil das Unternehmen für 4.9 Milliarden Dollar.